# Heraclia hornimani
Heraclia hornimani är en fjärilsart som beskrevs av Druce 1880. Heraclia hornimani ingår i släktet Heraclia och familjen nattflyn. Inga underarter finns listade i Catalogue of Life.